# Morti nel 647
| Questa pagina contiene informazioni ricavate automaticamente dalle voci biografiche con l'ausilio del template Bio e di un bot. L'aggiornamento è periodico e automatico e ricostruisce completamente la pagina. Se manca una persona in questa lista, sei pregato di non aggiungerla, ma accertati piuttosto che la sua voce biografica contenga il template Bio e che i dati anagrafici siano correttamente compilati. Se il template Bio manca, inseriscilo tu stesso o, in alternativa, metti l'avviso {{tmp\|Bio}} che ne segnala la mancanza. Se i dati riportati sono sbagliati, correggi direttamente la voce biografica; le modifiche saranno visibili in questa lista entro pochi giorni. Per chiarimenti vedi il progetto biografie. La lista contiene solo le 6 persone che sono citate nell'enciclopedia e per le quali è stato implementato correttamente il template Bio. Pagina aggiornata al 19 ott 2024. |

- 17 gennaio - Bidam, politico coreano
- 17 gennaio - Sulpizio il Pio, vescovo e santo francese
- 17 febbraio - Regina Seondeok di Silla, regina coreana
- 8 marzo - Felice di Dunwich, vescovo britannico
- Etelburga del Kent, regina e monaca cristiana anglosassone
- Harṣa, imperatore indiano (n. 590)